# 坊主窪古墳群
坊主窪古墳群（ぼうずくぼこふんぐん）は、山形県東村山郡山辺町大字大寺にある古墳群。山辺町指定史跡に指定されている。
1号墳は日本海側内陸部で最北の前方後円墳として知られる。

## 概要
山形県中央部、山形盆地西縁の白鷹丘陵上に位置する古墳群である。かつては約40基の古墳から成ったといわれるが、果樹園造成によりその多くが破壊されたため、現在では5基ほどが確認されるにとどまっている。そのうち1号墳に関しては1986年（昭和61年）に確認調査が実施された。
古墳群域は山辺町指定史跡に指定されている。

## 1号墳
坊主窪1号墳は、丘陵最高部の尾根上に位置する小型前方後円墳である。前方後円墳としては日本海側内陸部で最北に位置する。1986年（昭和61年）に確認調査が実施されている。
この1号墳は元々円墳として築造された古墳であったが、のちに前方後円墳に改変されるという珍しい変遷を経ている。墳丘のうち前方部前端は道路建設により削平されている。葺石・埴輪は検出されていない。また埋葬施設は未調査で明らかでないが、上述の経緯から後円部に2人の被葬者が埋葬されている可能性が指摘される。
この1号墳からは時期を示す出土品は得られていないが、墳形などから6世紀後半の築造と推定されている。
1号墳の規模は次の通り。
- 墳丘長：25.5メートル（推定復元27.5メートル）
- 後円部
  - 直径：17.7メートル
  - 高さ：1.45メートル
- 前方部
  - 長さ：推定復元9.8メートル
  - 前端幅：推定復元16-17メートル
  - 高さ：0.8メートル
- 周濠
  - 最大幅：1.85メートル
  - 最大深さ：0.8メートル

斜面上に築かれているため、水平面としては後円部と前方部の比高差は1.66メートルになる。

## 文化財

### 山辺町指定文化財
- 史跡
  - 坊主窪古墳群